# 沃爾迪冰原島峰
66°16′S 51°31′E / 66.267°S 51.517°E
沃爾迪冰原島峰是南極洲的冰原島峰，位於恩德比地，處於安角東南面7公里和赫利山東北面7公里，在1930年1月由澳大利亞探險家率領的探險隊發現。